# Кодування (хімія)
Кодування (рос. кодирование, англ. coding) —
- 1. Процес представлення даних послідовністю символів, що виконується за спеціальними правилами.
- 2. У комбінаторній хімії (англ. encoding) — методика, що використовується в пулсплітному синтезі, коли певний аналіт-замінник прищеплюється до кожного з членів комбінаторного ансамблю. Цього часто досягають використанням тегів, прикріплених до частинок твердої підкладки, на якій утворюються члени бібліотеки. Дозволяє визначити історію кожної окремої частинки.